# サイズの原理
ヘネマンのサイズの原理は、運動ニューロンの特性と、その神経が支配しコントロールする筋線維（これらはまとめて運動単位と呼ばれる）との関係を示す。大きな細胞体を持つ運動ニューロンは、速く、強く、疲労しやすい筋線維を支配する傾向があるが、小さな細胞体を持つ運動ニューロンは、遅く、弱く、疲労しにくい筋線維を支配する傾向がある。ある筋肉が収縮する際、小さな細胞体を持つ運動ニューロンは、大きな細胞体を持つ運動ニューロンより前に動員される（つまり、活動電位が生じる。）。これはエルウッド・ヘネマンによって提案された。